# Funk proibidão
A funk proibidão a brazil favelák zenéje, általában bűnözői csoportokhoz kapcsolódik. Zenei stílusában a Miami bass-hoz hasonló, témájában és megszólított közönségében pedig a gangsta rap-pel rokonítható. Kialakulása az 1990-es évek közepére tehető. Neve (proibidão = tiltott) onnan ered, hogy a brazíliai törvények értelmében tilos a bűnözést, erőszakosságot támogató dalok nyilvános előadása vagy közvetítése.

## Kialakulása
A 20. század közepén kialakult amerikai funk az 1970-es években kezdett elterjedni Rio de Janeiroban, ahol keveredett a rappel és helyi stílusokkal, és nagyjából egy évtizeden belül funk carioca néven külön brazil stílussá fejlődött. Az 1980-as években Rióban számos funk bulit, azaz baile funk-ot tartottak, azonban a riói Arpoador strandon 1992-ben kitört tömegverekedés miatt a hatóságok a bulizókat okolták, és betiltották a baile funkokat. A zene ekkor a hatóságok által kevéssé ellenőrzött nyomornegyedekbe (favelákba) költözött, szövegében pedig megjelentek az ottani életre jellemző témák.

## Jellemzői
A háttérben dobgép szól, közben portugál nyelven agresszív, trágár, többé-kevésbé dallamos szöveget ordítanak, melynek gyakori témája a gyilkosság, bandák, kábítószerfogyasztás, nemi erőszak magasztalása. Egyes esetekben hangeffektusokat is használnak (lövöldözés, közönség őrjöngése).
A nyomornegyedek baile funk-jait helyi bűnözői csoportok (például Comando Vermelho) ellenőrzik és támogatják, ingyenes szórakozást, italt, lányokat juttatva a fiataloknak, hogy egy pozitív képet alakítsanak ki bennük a bandatagságról és bűnözésről. A baile-ken fellépő előadók az adott bandát reklámozzák, új tagokat toborozva számukra.

## Példák
- Vários artistas: Mega proibidão Comando Vermelho. (Hozzáférés: 2020. február 12.)
- Vários artistas: Sequencia mega dos sucessos. (Hozzáférés: 2020. február 12.)